# カリフォルニア州立大学フラトン校
カリフォルニア州立大学フラトン校（英: California State University, Fullerton）は、カリフォルニア州フラトン市に本部を置くアメリカ合衆国の州立大学である。1957年に設置された。

## 概要
カリフォルニア州立大学（California State University）系列の一校で、カリフォルニア州内12番目の大学として設置された。300以上の学部、大学院教育プログラムを提供している。
人気の学部はビジネスと工学。ビジネス学部は、特に会計学が強く、卒業生の会計事務所への就職率が大変に高い。一般的には単に「フラトン」もしくは略称・愛称であるCal State Fullerton、Titan（タイタン）などと呼称される。

## 場所
ロサンゼルスの東部、約40キロメートルのにオレンジカウンティ内に位置するフラトン市は、人口12万人ほどの閑静な住宅街である。ロサンゼルスのダウンタウンへは、車や公共のバスOCTAなどで1時間程度。フラトン市にだけでなく、アーバイン市にもキャンパスがある（フラトンキャンパスから車で30分程度）。
キャンパスから10分のダウンタウンフラトンにアムトラックの駅があり、ロサンゼルスやサンディエゴだけでなく、北カリフォルニアへ電車で行くことも可能。ディズニーランドは、ロサンゼルスにあると思われがちだが、実はフラトンから10分程度のアナハイムという町にある。また、リチャード・ニクソン元大統領の生誕の地、プラセンチアはフラトンの隣町である。

## 校舎、施設など

### 校舎
初代学長の提案で、学生が次の授業の教室へ10分で移動できるよう、建物が同じエリアに集中している。LH, DBH, MH(理数系分野), UH(International Student Officeがある), H(文科系分野), PA(芸術系分野), EC(教育分野),EC&SC(パソコン分野), KHS(体育分野、室内競技場),CP(ALPの本部がある) buildingなど。校舎は白色が基調で、新しくビジネス専攻の校舎が建設された。

### その他の施設
bookstore(本屋)、3つのTitan Shop(食べ物、飲み物、雑貨など)、TSU(学生組合、食堂)、2つのスタジアム、グラウンド、劇場、駐車場などがある最新の設備を備え、年間を通して楽しめる温水プールや、室内トラック、ロッククライミング、スピン、ウェイトトレーニングを楽しむことができる。
2016年に改築、アップグレードされたTSU(学生組合)の建物では1階にはカフェテリア、地下1階にはボウリング、ビリヤード、卓球、ゲームセンターがある。カフェテリアではbusy beeで中華料理が楽しめる他、ピザやメキシカン料理、スターバックスやJuice it upなどもある。電子レンジも置いてあり、無料で使えるため、昼時には多くの学生で込み合っている。ボウリング、ビリヤード、卓球は本校の学生は割安で遊ぶことができる。Titan Shopの本店には学校のエンブレムが入った服や記念品が売っており、人気商品である。パソコンやプリンターなども売っている。
図書館は北館(North Wing、4階)と南館(South Wing、6階)に分かれており、北館はガラス張りの建物となっている。キャンパス内に植物園があり、平日は学生や職員の憩いの場所、週末は各種イベントが行われている。
病院は大学の学生と教授が利用でき、大学用の保険のために外の病院と比べて格安であるが、利用者が多いために予約を取ってから診察まで時間が掛かることが多い(急患を除く)。病院にはカウンセラー室も完備されている。

## その他
マスコットは象のTuffy。これは昔この大学の付近で象のレースが行われたことによる。学生の間では週末、麻雀大会がさかんに行われている。また、世界でも屈指の、乙なバーベキューを行う生徒を抱えることでも有名。